# 迎阳站
迎陽站（朝鲜语：영양역；）曾为朝鲜铁路白川線上的一个车站，位于黄海南道海州市，启用及废止时间不明。